# Tamara Drasin
Tamara Drasin (Raión de Myrgorod, Ucrania, c. 1905-Lisboa, Portugal, 22 de febrero de 1943) fue una cantante y actriz, especialmente recordada por haber estrenado la canción Smoke Gets in Your Eyes del musical Roberta de 1933.
Además de la citada canción, Drasin también estrenó las siguientes: "I Can Dream, Can't I?" y "I'll Be Seeing You", pertenecientes al mismo musical.